# Theodore Lukits

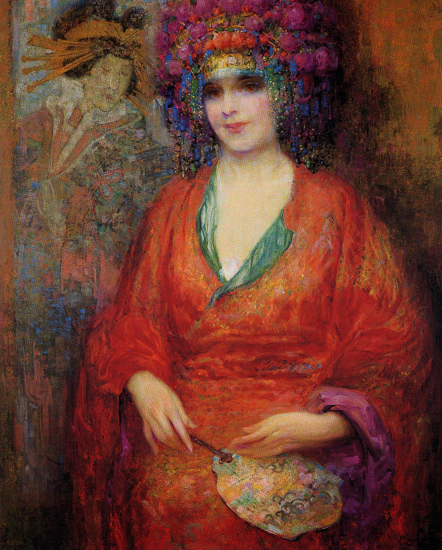
Oriental Harmony, Theodore Lukits, 1918.

Theodore Lukits (né le 26 novembre 1897 à Temesvár, Autriche-Hongrie, aujourd'hui en Roumanie ; mort le 20 janvier 1992  à Santa Monica, États-Unis) est un peintre qui réalisa principalement des paysages et des portraits. Il se fit connaître en faisant des portraits d'actrices du cinéma muet mais, depuis sa mort, ses œuvres inspirées par l'art asiatique et la Californie hispanique ainsi que ses paysages au pastel ont reçu la plus grande attention.

## Biographie
Theodore Lukits commença sa carrière en tant qu'illustrateur, mais il était aussi un peintre de natures mortes, un muraliste et le fondateur de la Lukits Academy of Fine Arts à Los Angeles, dans laquelle il resta plus de 60 ans. Il avait la réputation d'être un artisan qui se confectionnait ses propres peintures, pinceaux, palettes et cadres. Theodore Lukits s'inspira des méthodes d'enseignements des écoles des beaux-arts françaises et plusieurs de ses élèves connurent le succès dans leurs carrières.
Ses œuvres ont été montrées dans de nombreuses expositions, en particulier celles sur le tonalisme et l'impressionnisme américain.

## Source de la traduction
- (en) Cet article est partiellement ou en totalité issu de l’article de Wikipédia en anglais intitulé « Theodore Lukits » (voir la liste des auteurs).